# 秋田建築デザイン専門学校
秋田建築デザイン専門学校（あきたけんちくデザインせんもんがっこう）とは、かつて秋田県秋田市茨島一丁目4番71号にあった、建築デザインに関する専修学校。学校法人峰本学園が運営していた。

## 概要
秋田建築デザイン専門学校は学校法人峰本学園が運営する専修学校であり、建築士の受験資格認定校だった。開学当初は大住にあったが1988年（昭和63年）に茨島に移転した。2021年（令和3年）少子化により閉校。

## 沿革
以下、注釈の無い項目は学校の公式サイトの情報によるもの。
- 1967年（昭和42年）7月1日 - 秋田工学校が、東京・中央工学校の連鎖校として設立される。
- 1968年（昭和43年）
  - 4月20日 - 開校。第1回入学式。
  - 9月15日 - 私立学校法第5条1項により私立学校秋田工学校が設置・知事認可。
- 1973年（昭和48年）4月1日 - 秋田県建築士会の全面的な支援を得て建築士会より講師を派遣される。
- 1974年（昭和49年）3月15日 -建築士法第15条第3号により卒業後4年の実務で二級建築士受験資格付与される。
- 1975年（昭和50年）11月27日 - 学校法人峰本学園が設立・知事認可。
- 1976年（昭和51年）4月1日 - 学校教育法一部改正（学校教育法第8条8項専修学校制度）により秋田建築設計高等専修学校が設置・知事認可。
- 1981年（昭和56年）12月21日 - 学校教育法第82条の8により専門課程を設置・知事認可。秋田建築専門学校として昇格。
- 1982年（昭和57年）
  - 1月8日 - 専門課程新校舎落成式。
  - 4月1日 - 建築士法第15条第3号により卒業と同時に二級建築士受験資格付与される。（1983年3月以降専門課程卒業者）
- 1988年（昭和63年）
  - 4月1日 - 大住校より茨島校に校舎を移転する。
  - 6月21日 - 建築士法第14条第4号により卒業後実務4年で一級建築士受験資格付与される。（専門課程卒業者）
- 1991年（平成3年）4月1日 - 茨島校舎に新しく教室を拡張する。
- 2008年（平成20年）12月24日 - 建築士法改正に伴い、新たに建築士（一級・二級・木造）の受験資格付与される。
- 2009年（平成21年）4月1日 - 秋田建築デザイン専門学校に名称変更。
- 2020年（令和2年）3月31日 - 生徒募集停止。
- 2021年（令和3年）3月31日 - 閉校[1]。

## おもな設置科と講座
- 建築設計科
- 建築実務科（2009年新設）
- インテリアコーディネーター受験対策講座
- 福祉住環境コーディネーター受験対策講座
- CAD講座
- 建築士試験独学支援講座

## 交通アクセス
- バス
  - 秋田中央交通ハローワーク秋田前下車、徒歩数分。

## 系列施設
- 秋田太陽幼稚園・ベビー園 - 学校法人峰本学園の運営[2]。旧校舎近隣の、秋田市大住に所在。